# Lijst van woonplaatsen in Friesland
Een woonplaats is volgens de wet basisregistraties adressen en gebouwen (BAG) een "door het bevoegde gemeentelijke orgaan als zodanig aangewezen en van een naam voorzien gedeelte van het grondgebied van de gemeente." Iedere Nederlandse gemeente is verplicht haar volledige grondgebied in te delen in een of meerdere woonplaatsen. Het Kadaster, de beheerder van de Landelijke Voorziening BAG, kent aan iedere woonplaats een woonplaatscode toe. Deze wordt tussen haakjes achter de naam van de woonplaats weergegeven.

## Achtkarspelen

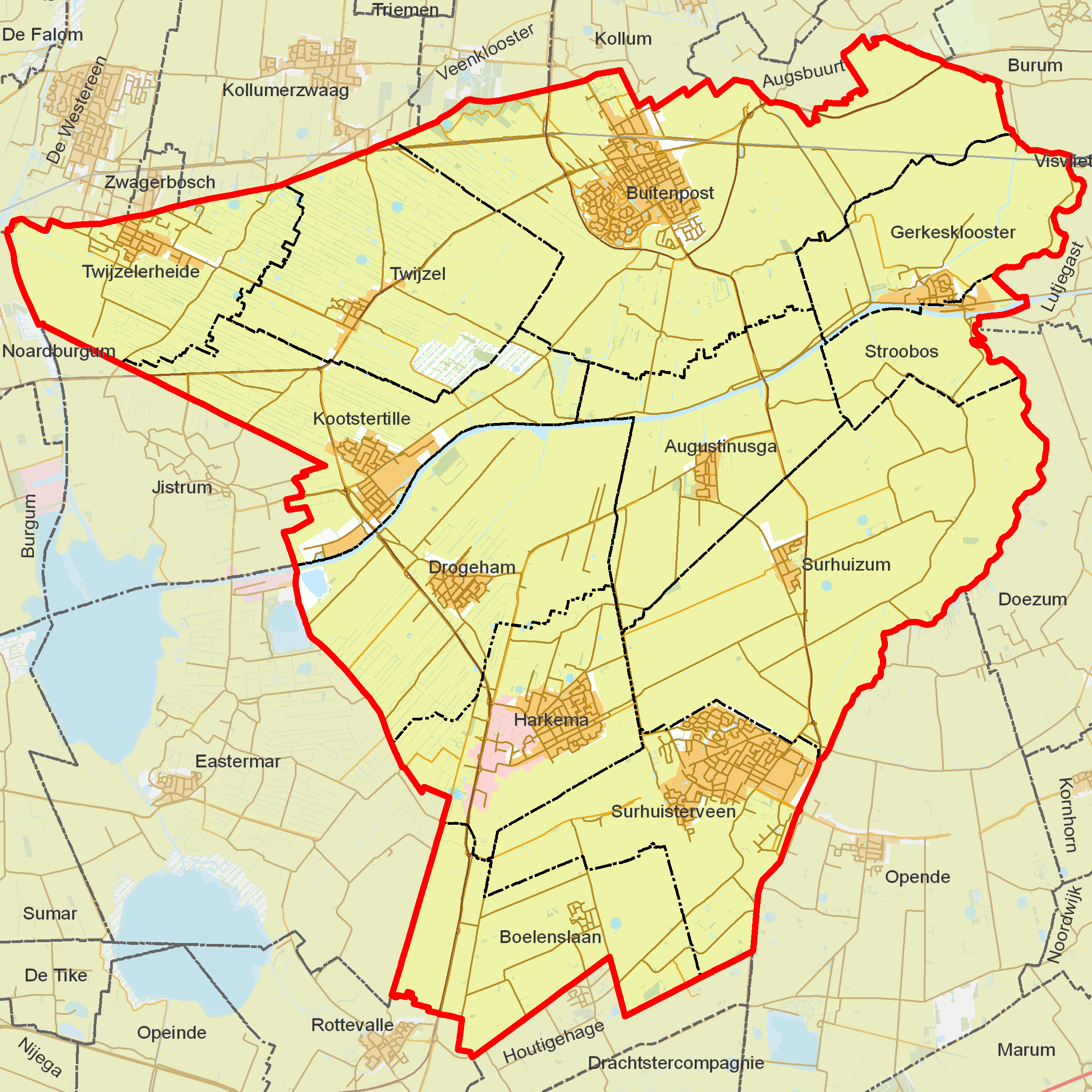
Woonplaatsen in de gemeente Achtkarspelen

- Augustinusga (3173)
- Boelenslaan (3174)
- Buitenpost (3175)
- Drogeham (3176)
- Gerkesklooster (3177)
- Harkema (3178)
- Kootstertille (3179)
- Stroobos (3180)
- Surhuisterveen (3181)
- Surhuizum (3182)
- Twijzel (3183)
- Twijzelerheide (3184)

## Ameland

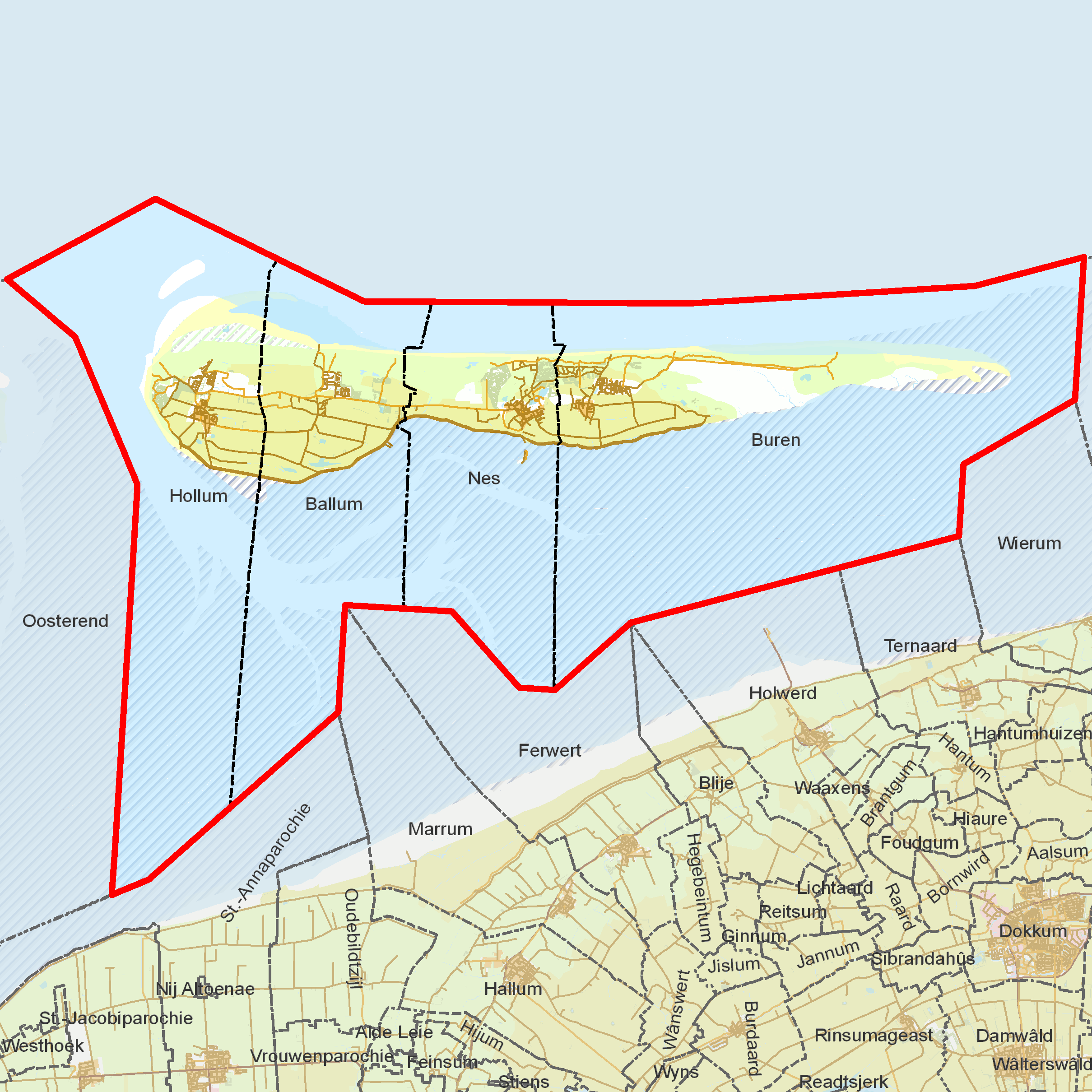
Woonplaatsen in de gemeente Ameland

- Ballum (2587)
- Buren (2589)
- Hollum (2586)
- Nes (2588)

## Dantumadeel

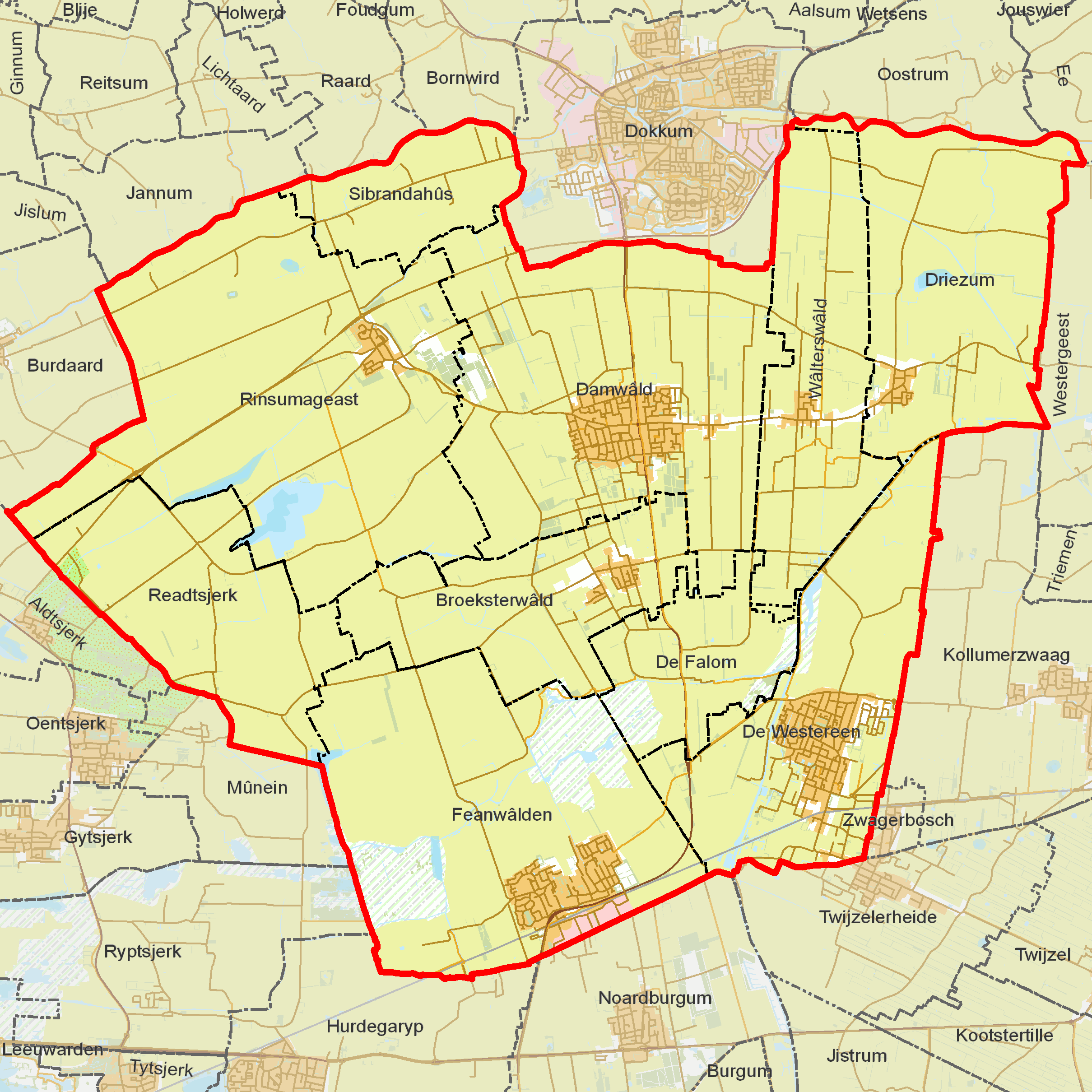
Woonplaatsen in de gemeente Dantumadeel

- Broeksterwoude (3265)
- Damwoude (3266)
- De Valom (3267)
- Driesum (3268)
- Rinsumageest (3270)
- Roodkerk (3272)
- Sijbrandahuis (3274)
- Veenwouden (3271)
- Wouterswoude (3269)
- Zwaagwesteinde (3273)

## De Friese Meren

### Boornsterhem
- Terhorne (2537)

### Gaasterland-Sloten

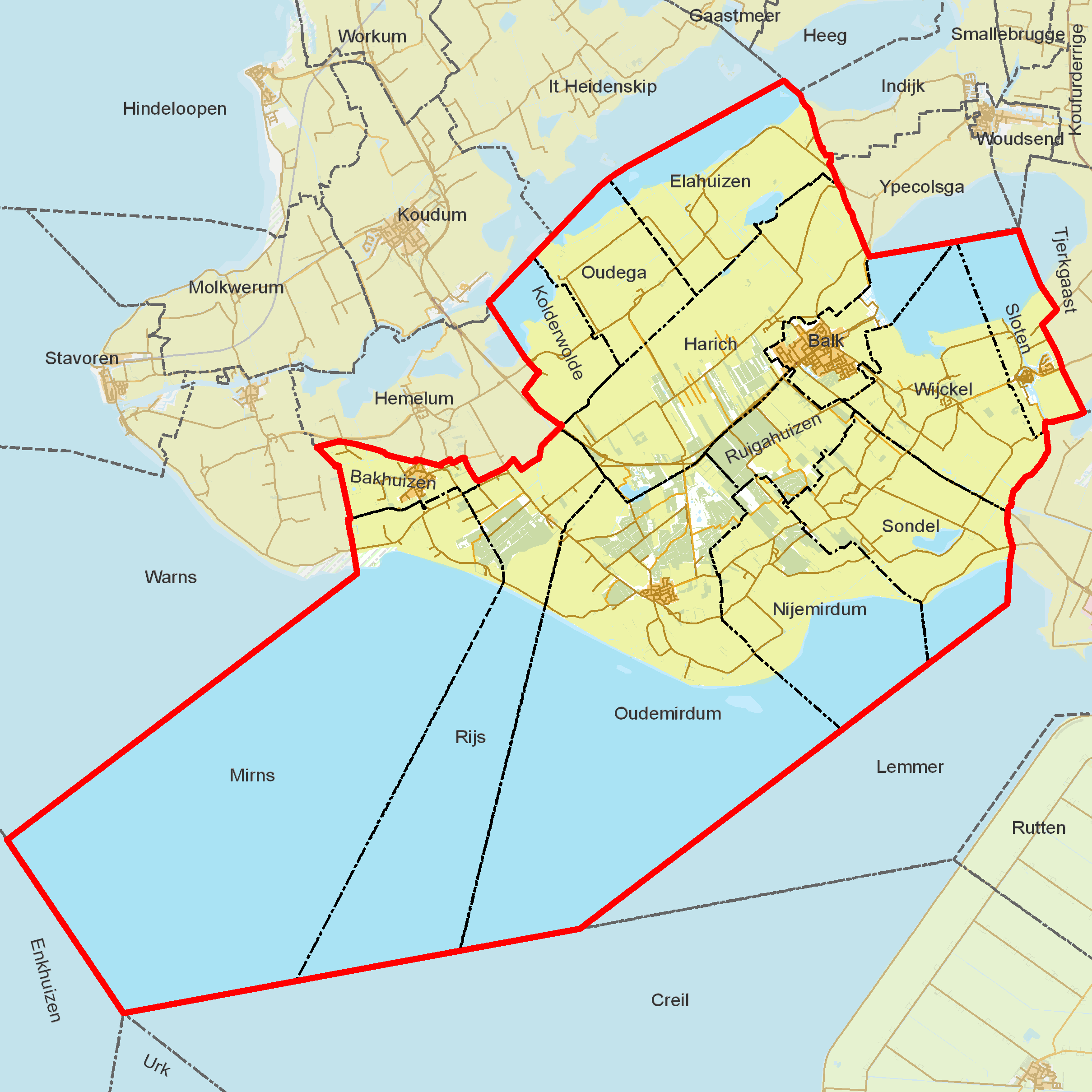
Woonplaatsen in de voormalige gemeente Gaasterland-Sloten (Gaasterlân-Sleat)

- Bakhuizen (1673)
- Balk (1674)
- Elahuizen (1675)
- Harich (1676)
- Kolderwolde (1677)
- Mirns (1678)
- Nijemirdum (1679)
- Oudega (1680)
- Oudemirdum (1681)
- Rijs (1682)
- Ruigahuizen (1683)
- Sloten (1684)
- Sondel (1685)
- Wijckel (1686)

### Lemsterland

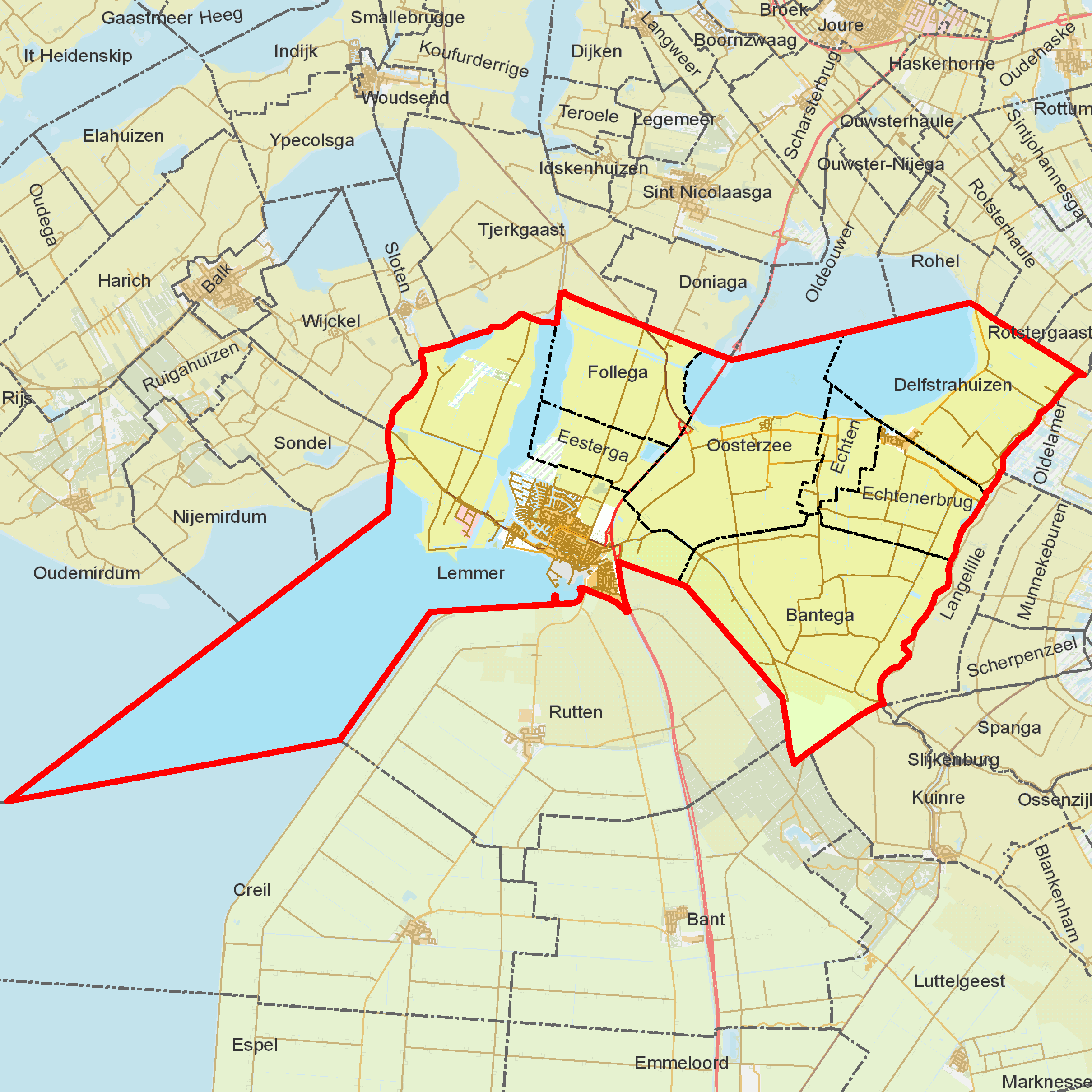
Woonplaatsen in de voormalige gemeente Lemsterland

- Bantega (2239)
- Delfstrahuizen (2240)
- Echten (2241)
- Echtenerbrug (2242)
- Eesterga (2243)
- Follega (2244)
- Lemmer (2245)
- Oosterzee (2246)

### Skarsterlân

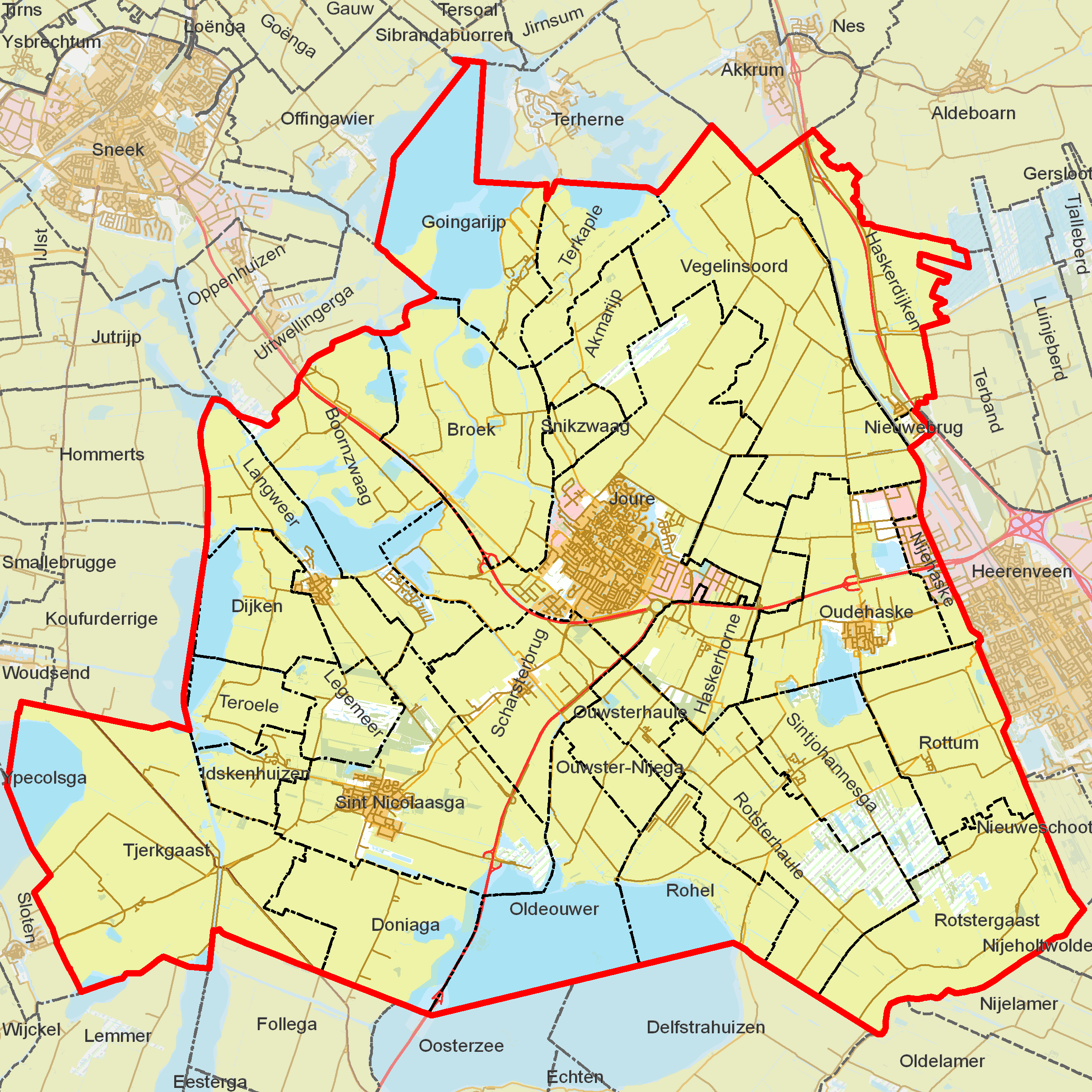
Woonplaatsen in de voormalige gemeente Skarsterlân

- Akmarijp (2484)
- Boornzwaag (2485)
- Broek (2486)
- Dijken (2487)
- Doniaga (2488)
- Goingarijp (2489)
- Haskerdijken (2490)
- Haskerhorne (2491)
- Idskenhuizen (2492)
- Joure (2493)
- Langweer (2494)
- Legemeer (2495)
- Nieuwebrug (2496)
- Nijehaske (3521)
- Oldeouwer (2498)
- Oudehaske (3522)
- Ouwsterhaule (2500)
- Ouwster-Nijega (2501)
- Rohel (2502)
- Rotstergaast (2503)
- Rotsterhaule (2504)
- Rottum (2505)
- Scharsterbrug (2506)
- Sint Nicolaasga (2507)
- Sintjohannesga (2508)
- Snikzwaag (2509)
- Terkaple (2510)
- Teroele (2511)
- Tjerkgaast (2512)
- Vegelinsoord (2513)

## Harlingen

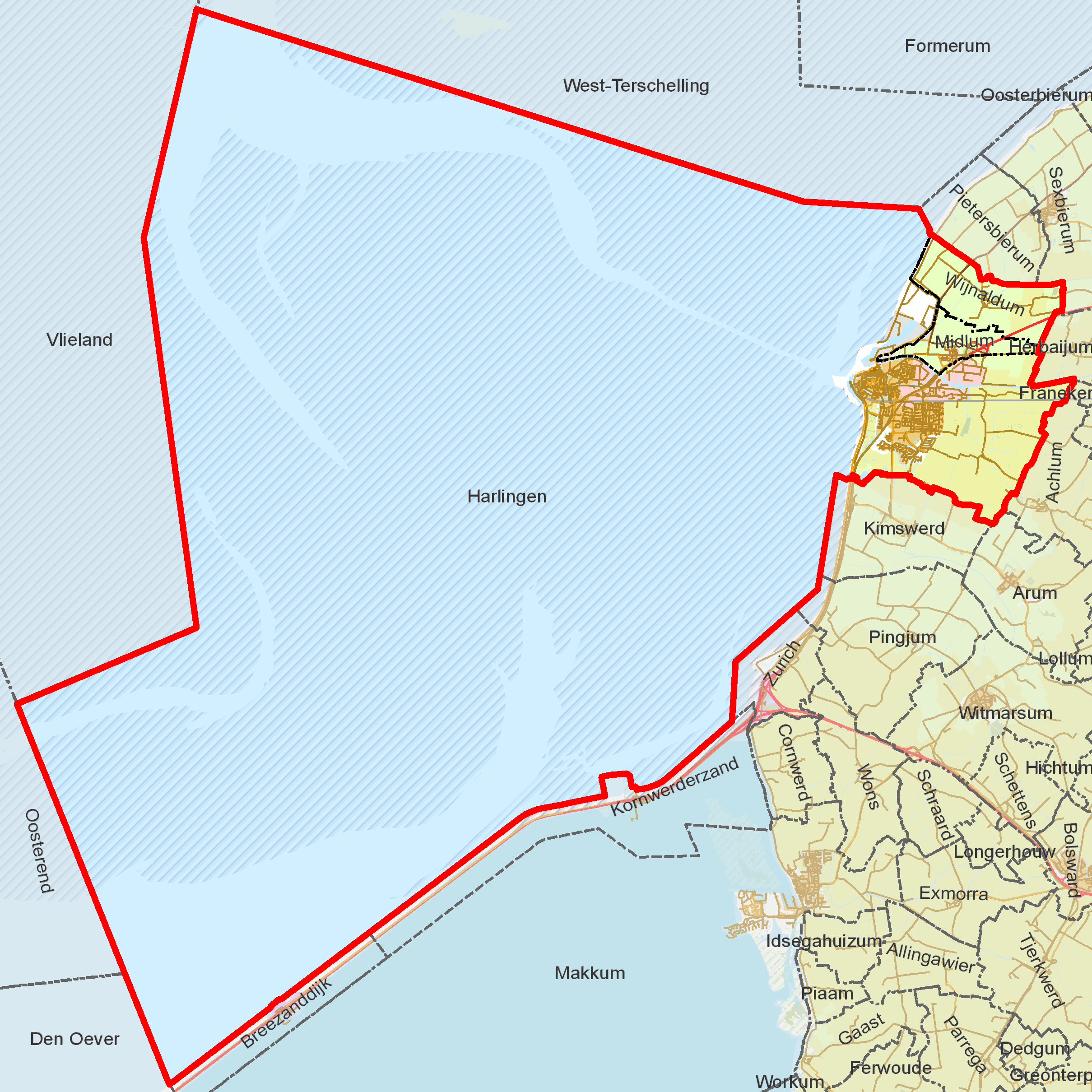
Woonplaatsen in de gemeente Harlingen

- Harlingen (2891)
- Midlum (2892)
- Wijnaldum (2893)

## Heerenveen

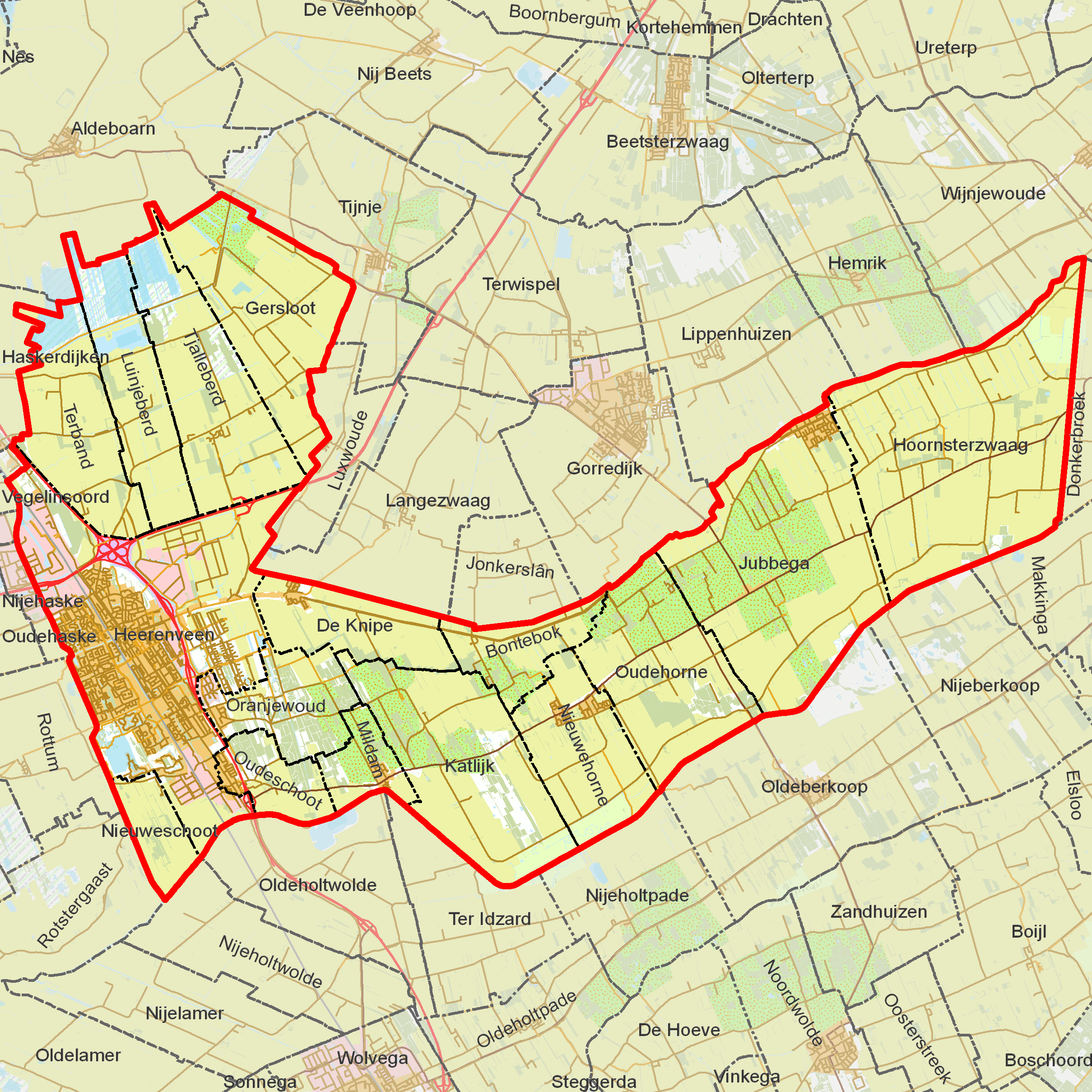
Woonplaatsen in de gemeente Heerenveen

- Akkrum (2525) (voorheen Boornsterhem)
- Bontebok (2193)
- De Knipe (2190)
- Gersloot (2185)
- Heerenveen (3523)
- Hoornsterzwaag (2197)
- Jubbega (2196)
- Katlijk (2192)
- Luinjeberd (2183)
- Mildam (2191)
- Nes (2531) (voorheen Boornsterhem)
- Nieuwehorne (2194)
- Nieuweschoot (2187)
- Oldeboorn (2532) (voorheen Boornsterhem)
- Oranjewoud (2189)
- Oudehorne (2195)
- Oudeschoot (2188)
- Terband (2182)
- Tjalleberd (2184)

## Leeuwarden

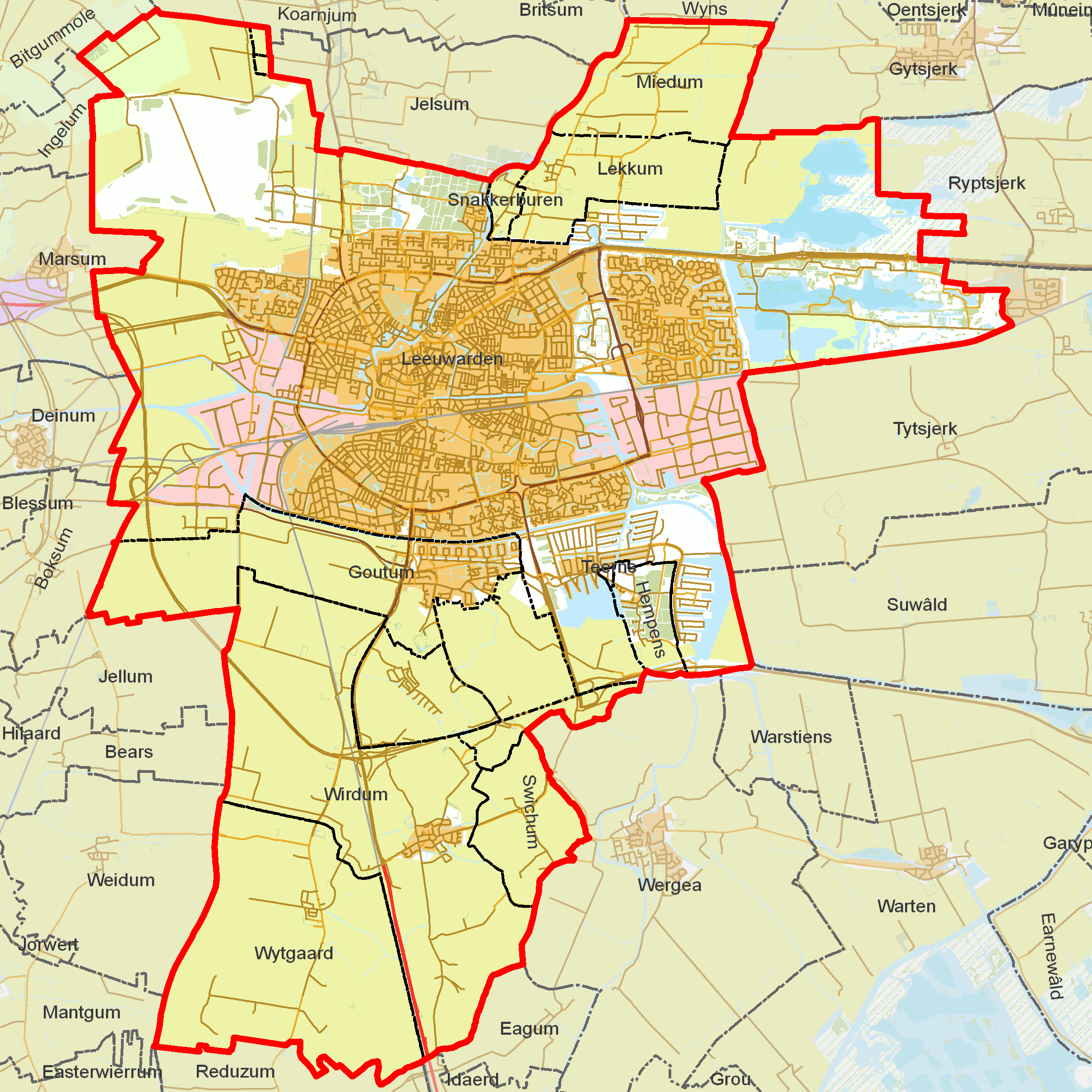
Woonplaatsen in de gemeente Leeuwarden (voor 1 januari 2018)

### Boornsterhem
- Aegum (2524)
- Friens (2527)
- Grouw (2528)
- Idaard (2529)
- Irnsum (2530)
- Roordahuizum (2535)
- Warga (2539)
- Warstiens (2540)
- Wartena (2541)

### Leeuwarden
- Goutum (1201)
- Hempens (1202)
- Leeuwarden (1197)
- Lekkum (1198)
- Miedum (1199)
- Snakkerburen (1200)
- Swichum (1204)
- Teerns (1203)
- Wirdum (1205)
- Wijtgaard (1206)

### Leeuwarderadeel

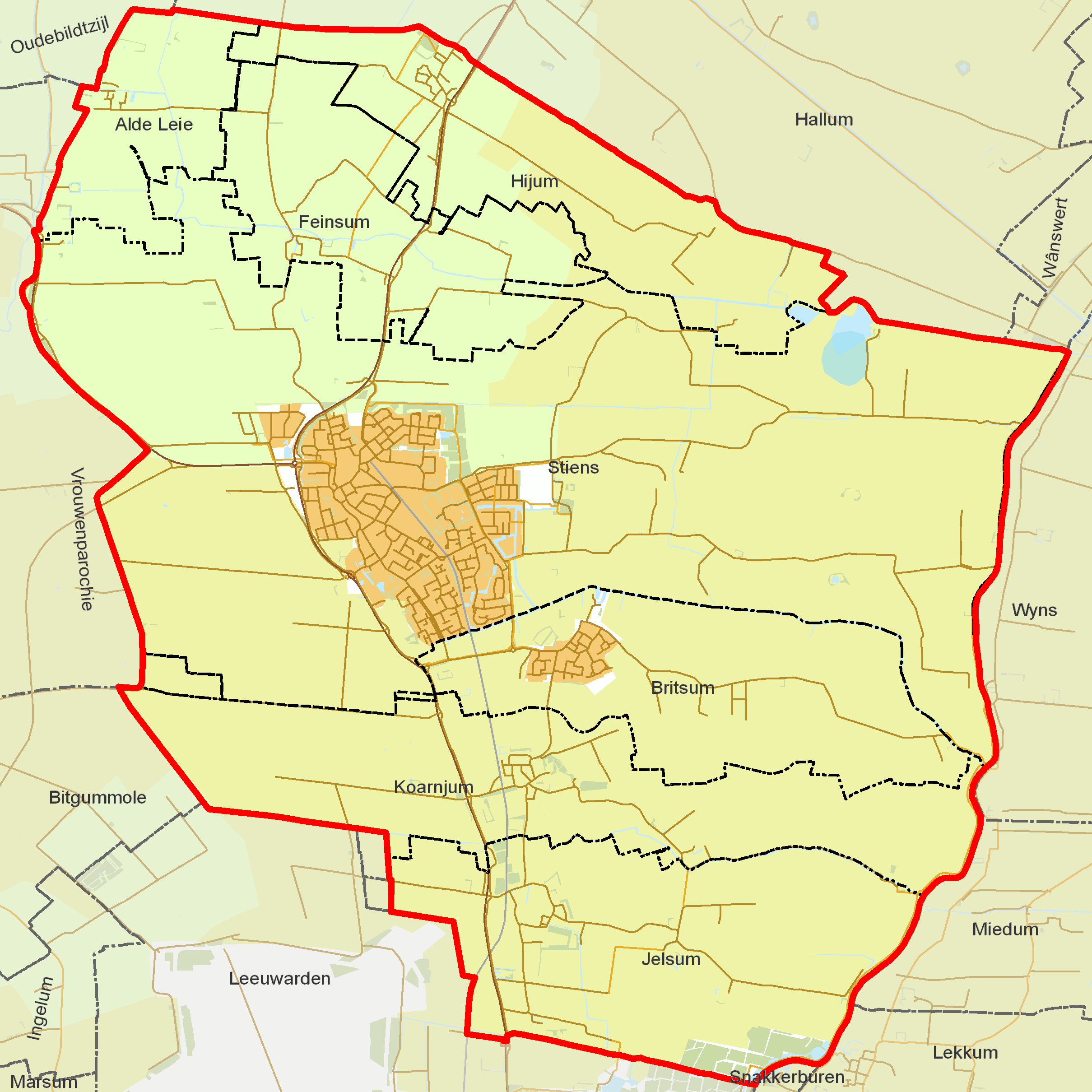
Woonplaatsen in de voormalige gemeente Leeuwarderadeel

- Britsum (3225)
- Cornjum (3229)
- Finkum (3226)
- Hijum (3227)
- Jelsum (3228)
- Oude Leije (3224)
- Stiens (3230)

### Littenseradeel
- Baard (2009)
- Beers (2010)
- Hijlaard (2017)
- Huins (2019)
- Jellum (2022)
- Jorwerd (2023)
- Lions (2025)

- Mantgum (2027)
- Oosterlittens (2014)
- Weidum (2032)

## Noardeast-Fryslân

### Dongeradeel

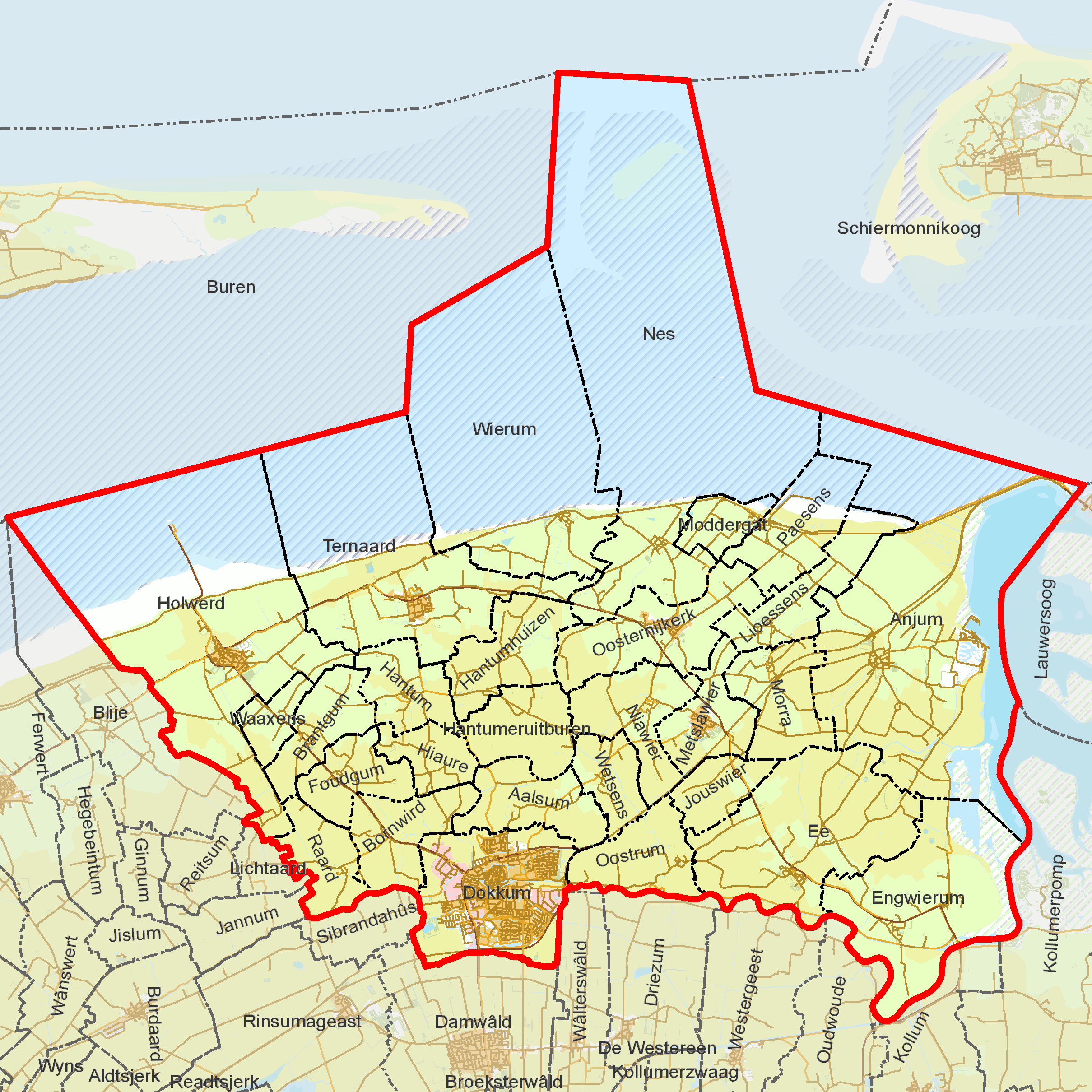
Woonplaatsen in de voormalige gemeente Dongeradeel

- Aalsum (3387)
- Anjum (3388)
- Bornwird (3389)
- Brantgum (3390)
- Dokkum (3391)
- Ee (3392)
- Engwierum (3393)
- Foudgum (3394)
- Hantum (3395)
- Hantumeruitburen (3396)
- Hantumhuizen (3397)
- Hiaure (3398)
- Holwerd (3399)
- Jouswier (3400)
- Lioessens (3401)
- Metslawier (3402)
- Moddergat (3403)
- Morra (3404)
- Nes (3405)
- Niawier (3406)
- Oosternijkerk (3407)
- Oostrum (3408)
- Paesens (3409)
- Raard (3410)
- Ternaard (3411)
- Waaxens (3412)
- Wetsens (3413)
- Wierum (3414)

### Ferwerderadeel

Woonplaatsen in de voormalige gemeente Ferwerderadeel

- Birdaard (3200)
- Blija  (3199)
- Ferwerd (3201)
- Genum (3202)
- Hallum (3203)
- Hogebeintum (3204)
- Janum (3205)
- Jislum (3206)
- Lichtaard (3207)
- Marrum (3208)
- Reitsum (3209)
- Wanswerd (3210)

### Kollumerland en Nieuwkruisland

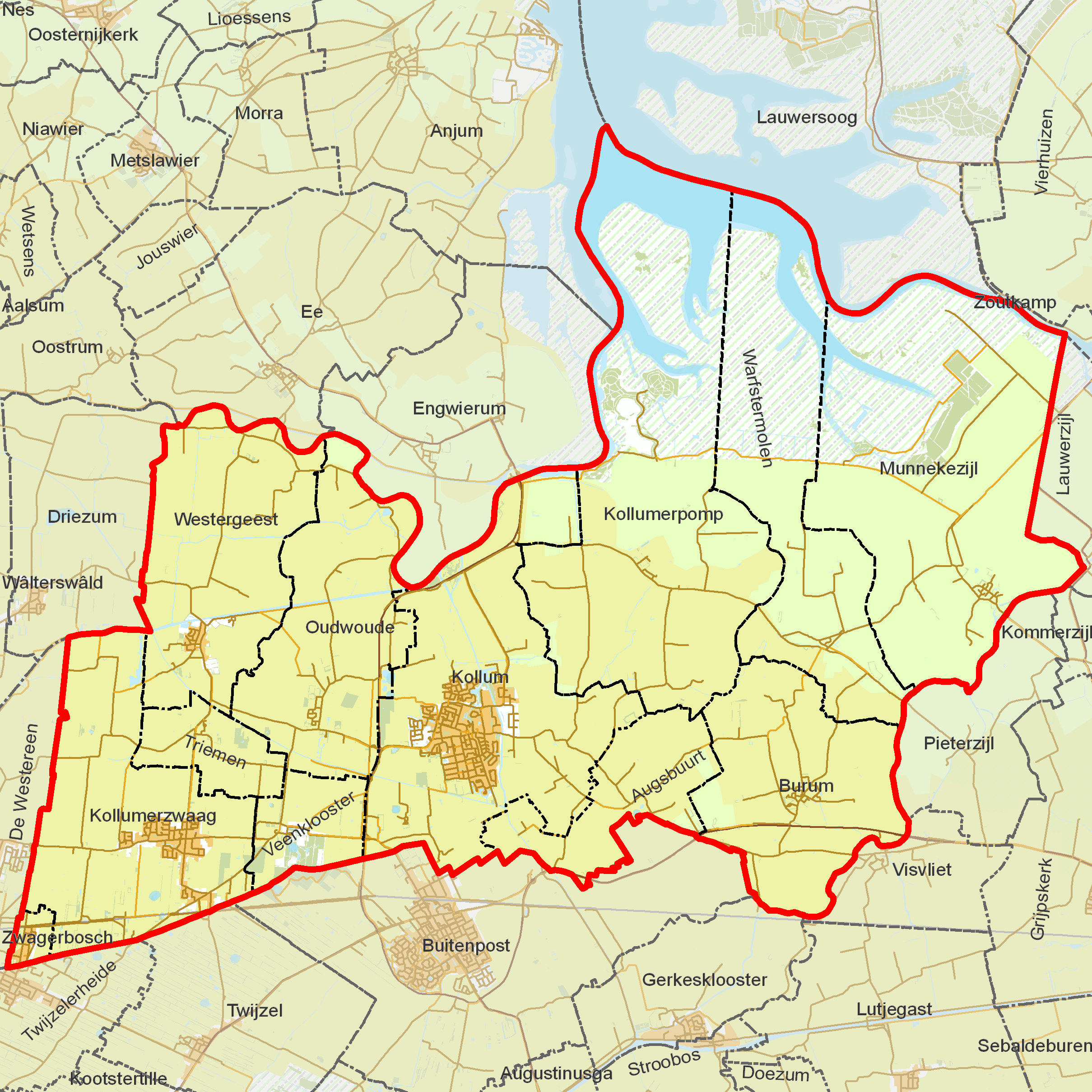
Woonplaatsen in de voormalige gemeente Kollumerland en Nieuwkruisland

- Augsbuurt (3307)
- Burum (3308)
- Kollum (3309)
- Kollumerpomp (3310)
- Kollumerzwaag (3311)
- Munnekezijl (3312)
- Oudwoude (3313)
- Triemen (3314)
- Veenklooster (3315)
- Warfstermolen (3316)
- Westergeest (3317)
- Zwagerbosch (3318)

## Ooststellingwerf

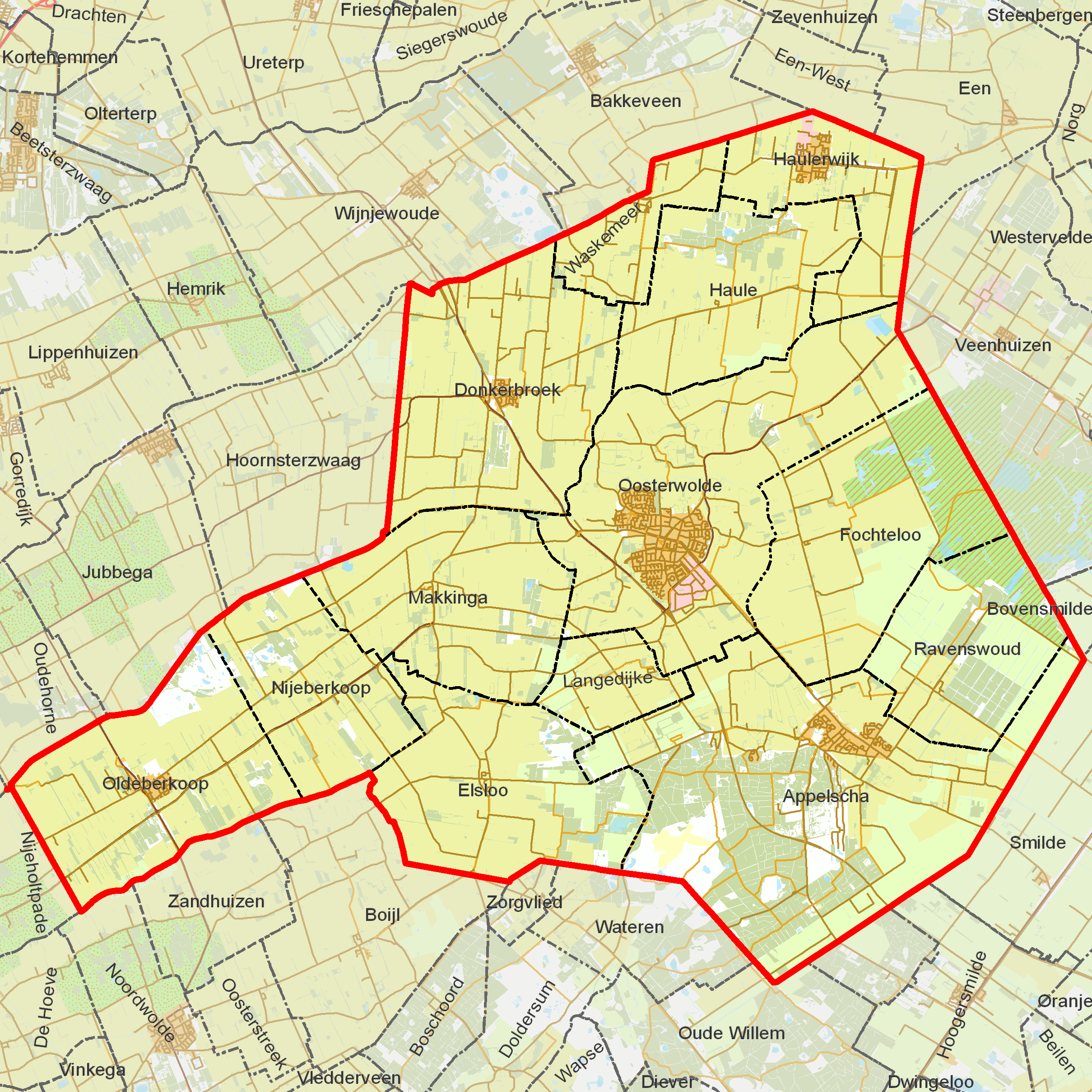
Woonplaatsen in de gemeente Ooststellingwerf

- Appelscha (1753)
- Donkerbroek (1754)
- Elsloo (1755)
- Fochteloo (1756)
- Haule (1757)
- Haulerwijk (1758)
- Langedijke (1759)
- Makkinga (1760)
- Nijeberkoop (1761)
- Oldeberkoop (1762)
- Oosterwolde (1763)
- Ravenswoud (1764)
- Waskemeer (1765)

## Opsterland

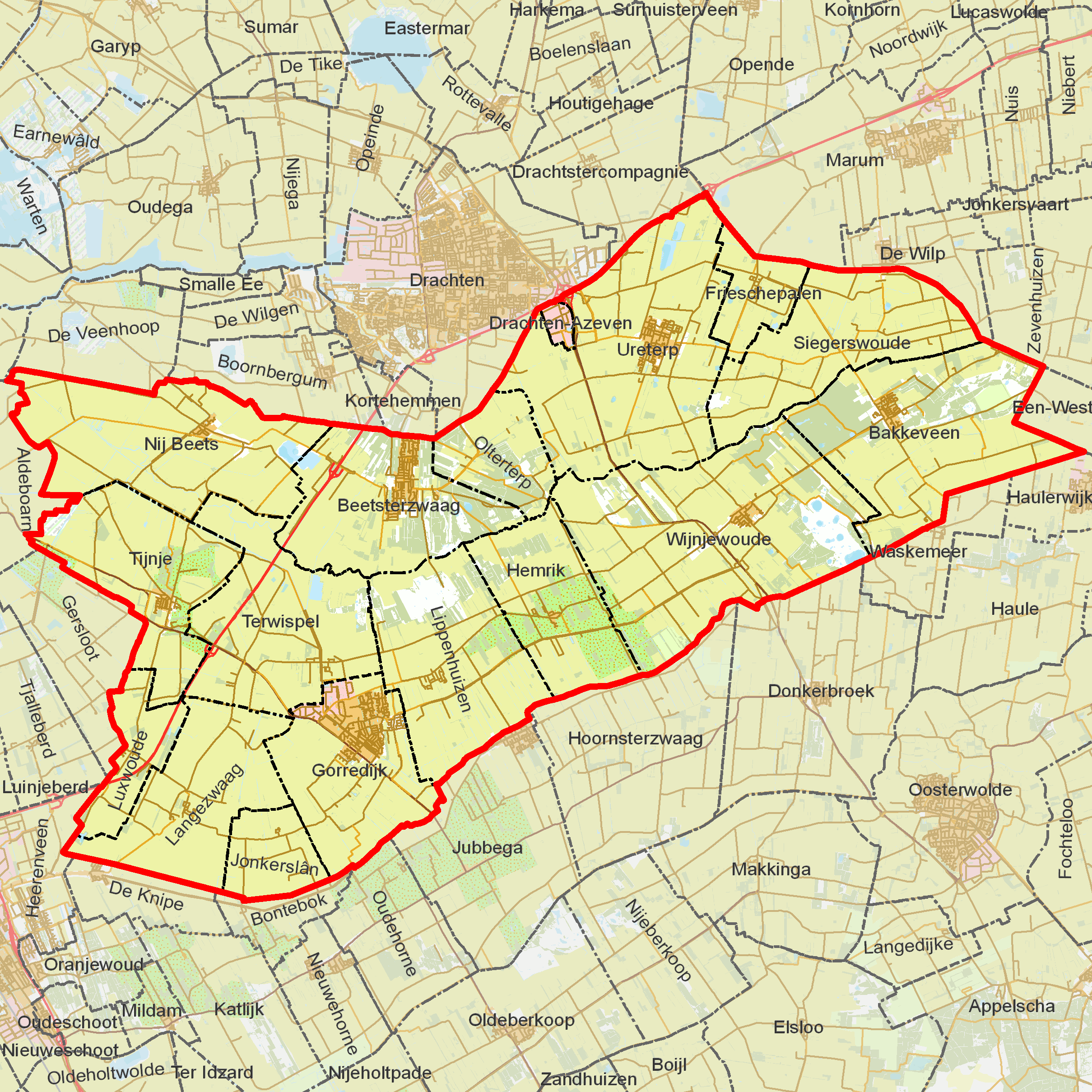
Woonplaatsen in de gemeente Opsterland

- Bakkeveen (3342)
- Beetsterzwaag (3343)
- Drachten-Azeven (3344)
- Frieschepalen (3345)
- Gorredijk (3346)
- Hemrik (3347)
- Jonkersland (3348)
- Langezwaag (3349)
- Lippenhuizen (3350)
- Luxwoude (3351)
- Nij Beets (3352)
- Olterterp (3353)
- Siegerswoude (3354)
- Terwispel (3355)
- Tijnje (3356)
- Ureterp (3357)
- Wijnjewoude (3358)

## Schiermonnikoog

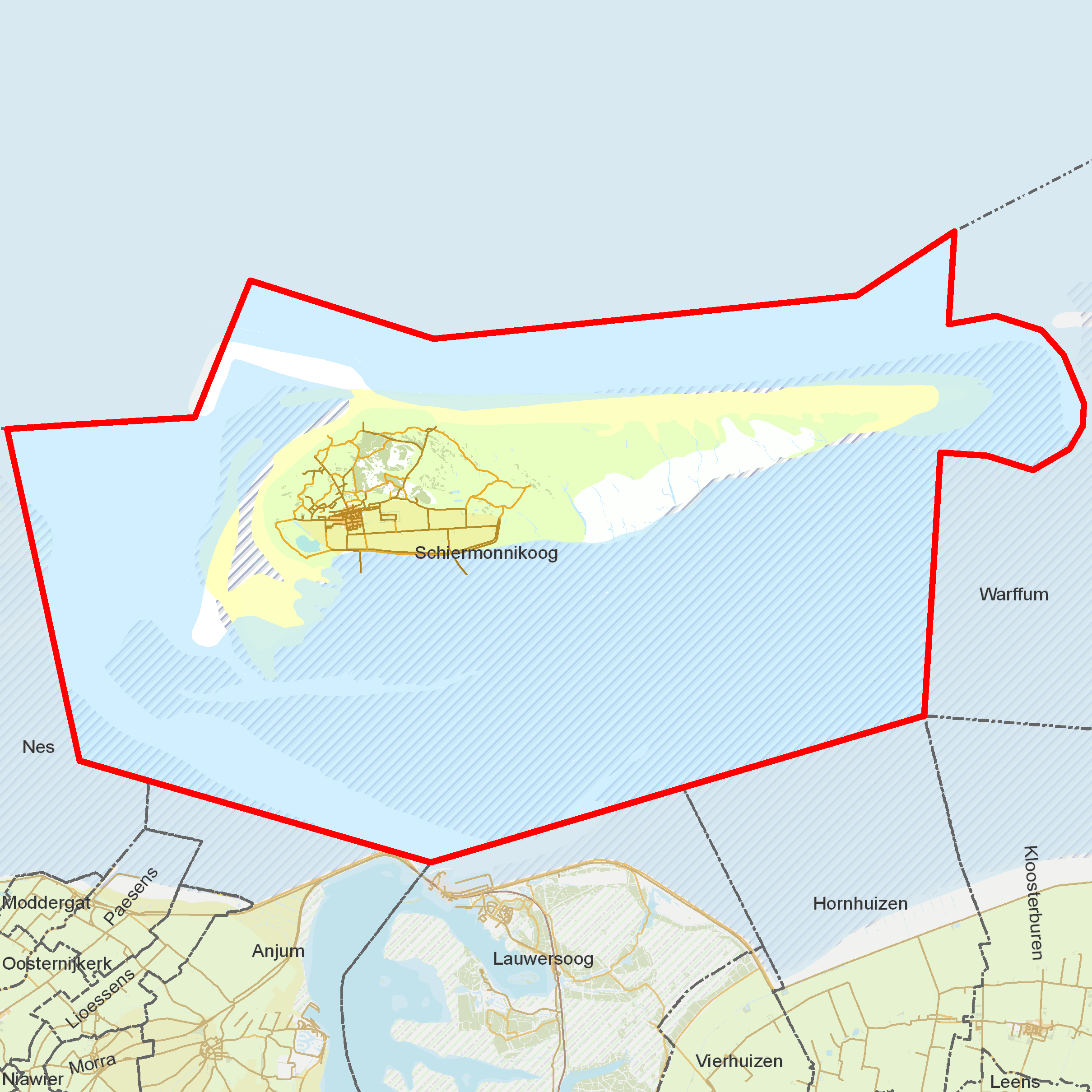
Woonplaatsen in de gemeente Schiermonnikoog

- Schiermonnikoog (2428)

## Smallingerland

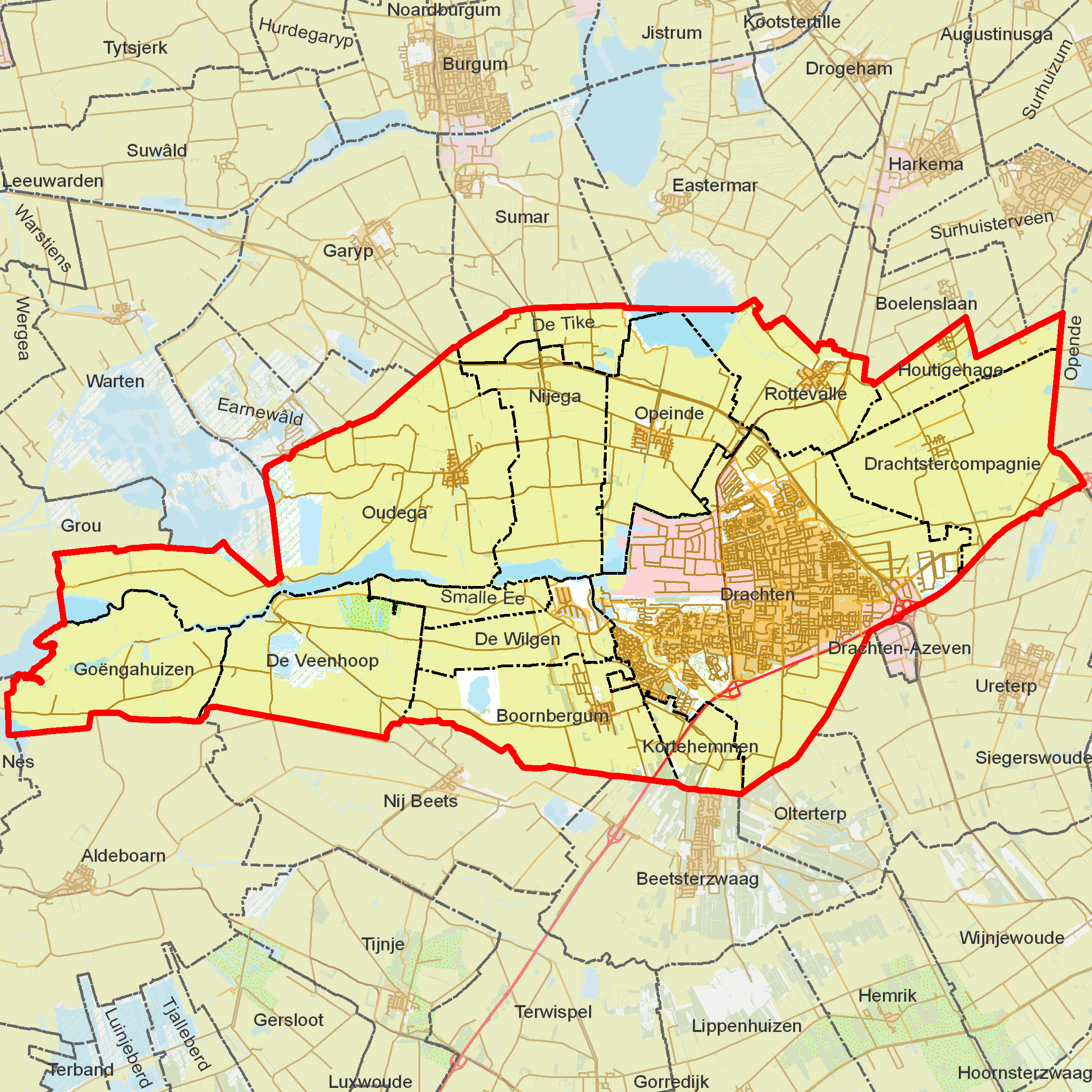
Woonplaatsen in de gemeente Smallingerland

- Boornbergum (3275)
- De Veenhoop (3277)
- De Wilgen (3278)
- Drachten (3279)
- Drachtstercompagnie (3280)
- Goëngahuizen (3281)
- Houtigehage (3282)
- Kortehemmen (3283)
- Nijega (3284)
- Opeinde (3285)
- Oudega (3286)
- Rottevalle (3287)
- Smalle Ee (3288)
- Tieke (3276)

## Súdwest-Fryslân

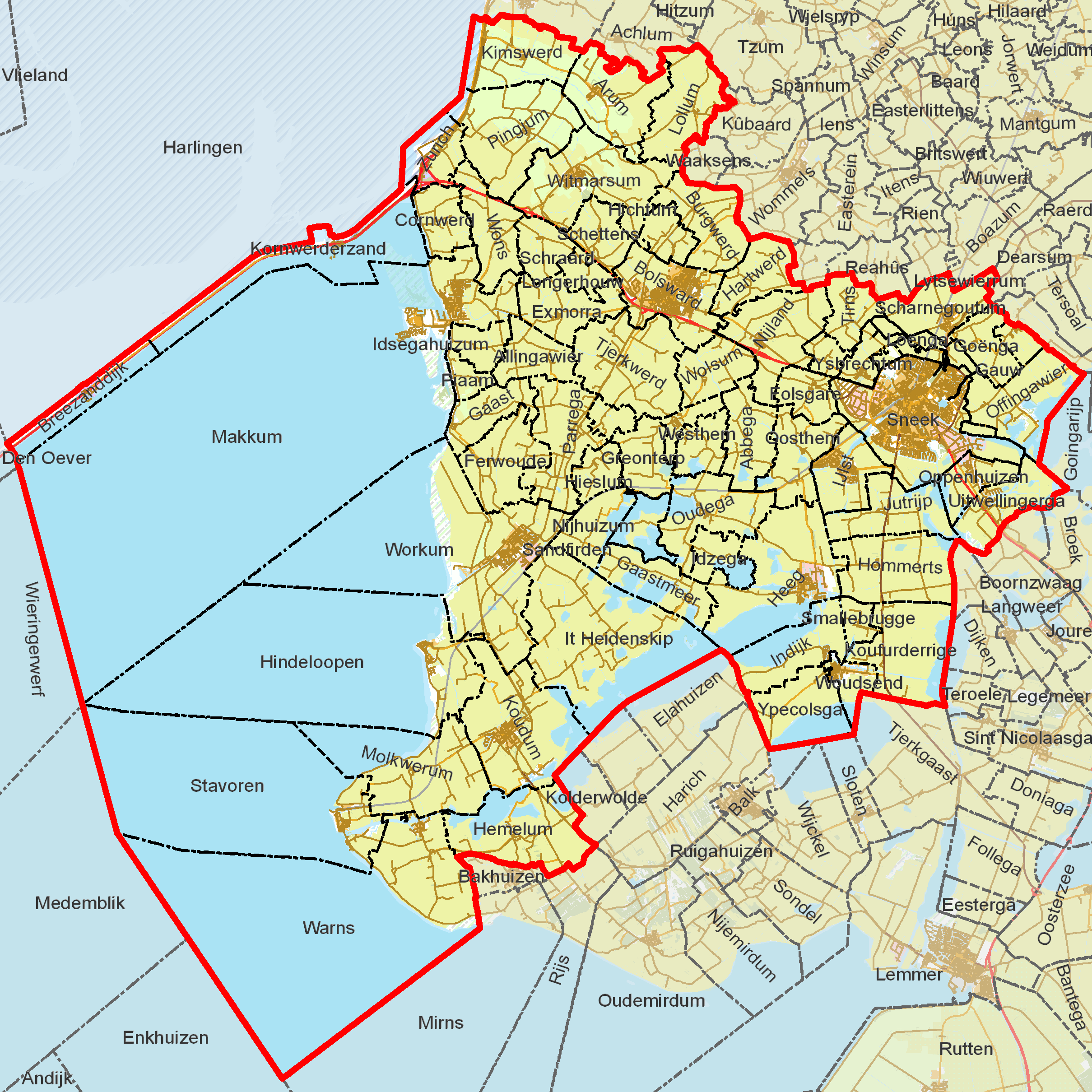
Woonplaatsen in de gemeente Súdwest-Fryslân (t/m 31 december 2013)

- Abbega (2400)
- Allingawier (2301)
- Arum (2302)
- Blauwhuis (2401)
- Bolsward (2079)
- Bozum (2011)
- Breezanddijk (2303)
- Britswerd (2012)
- Burgwerd (2304)
- Cornwerd (2305)
- Dedgum (2306)
- Deersum (2526)
- Edens (2020)
- Exmorra (2307)
- Ferwoude (2308)
- Folsgare (2402)
- Gaast (2309)
- Gaastmeer (2403)
- Gauw (2404)
- Goënga (2405)
- Greonterp (2406)
- Hartwerd (2310)
- Hennaard (2018)
- Hidaard (2016)
- Heeg (2407)
- Hemelum (1970)
- Hichtum (2311)
- Hieslum (2312)
- Hindeloopen (1968)
- Hommerts (2408)
- Idsegahuizum (2313)
- Idzega (2409)
- IJlst (2410)
- IJsbrechtum (3507)
- Indijk (2411)
- Itens (2021)
- It Heidenskip (1973)
- Jutrijp (2412)
- Kimswerd (2314)
- Kornwerderzand (2315)
- Koudum (1966)
- Koufurderrige (2413)
- Kubaard (2024)
- Loënga (3505)
- Lollum (2316)
- Longerhouw (2317)
- Lutkewierum (2026)
- Makkum (2318)
- Molkwerum (1967)
- Nijhuizum (1972)
- Nijland (2414)
- Offingawier (3506)
- Oosterend (2013)
- Oosterwierum (2015)
- Oosthem (2415)
- Oppenhuizen (2416)
- Oudega (2417)
- Parrega (2319)
- Piaam (2320)
- Pingjum (2321)
- Poppingawier (2533)
- Rauwerd (2534)
- Rien (2029)
- Roodhuis (2028)
- Sandfirden (2418)
- Scharnegoutum (2419)
- Schettens (2322)
- Schraard (2323)
- Sijbrandaburen (2536)
- Smallebrugge (2420)
- Sneek (3504)
- Stavoren (1969)
- Terzool (2538)
- Tirns (2421)
- Tjalhuizum (2422)
- Tjerkwerd (2324)
- Uitwellingerga (2423)
- Waaxens (2031)
- Warns (1971)
- Westhem (2424)
- Wieuwerd (2034)
- Witmarsum (2325)
- Wolsum (2425)
- Wommels (2036)
- Wons (2326)
- Workum (1965)
- Woudsend (2426)
- Ypecolsga (2427)
- Zurich (2327)

## Terschelling

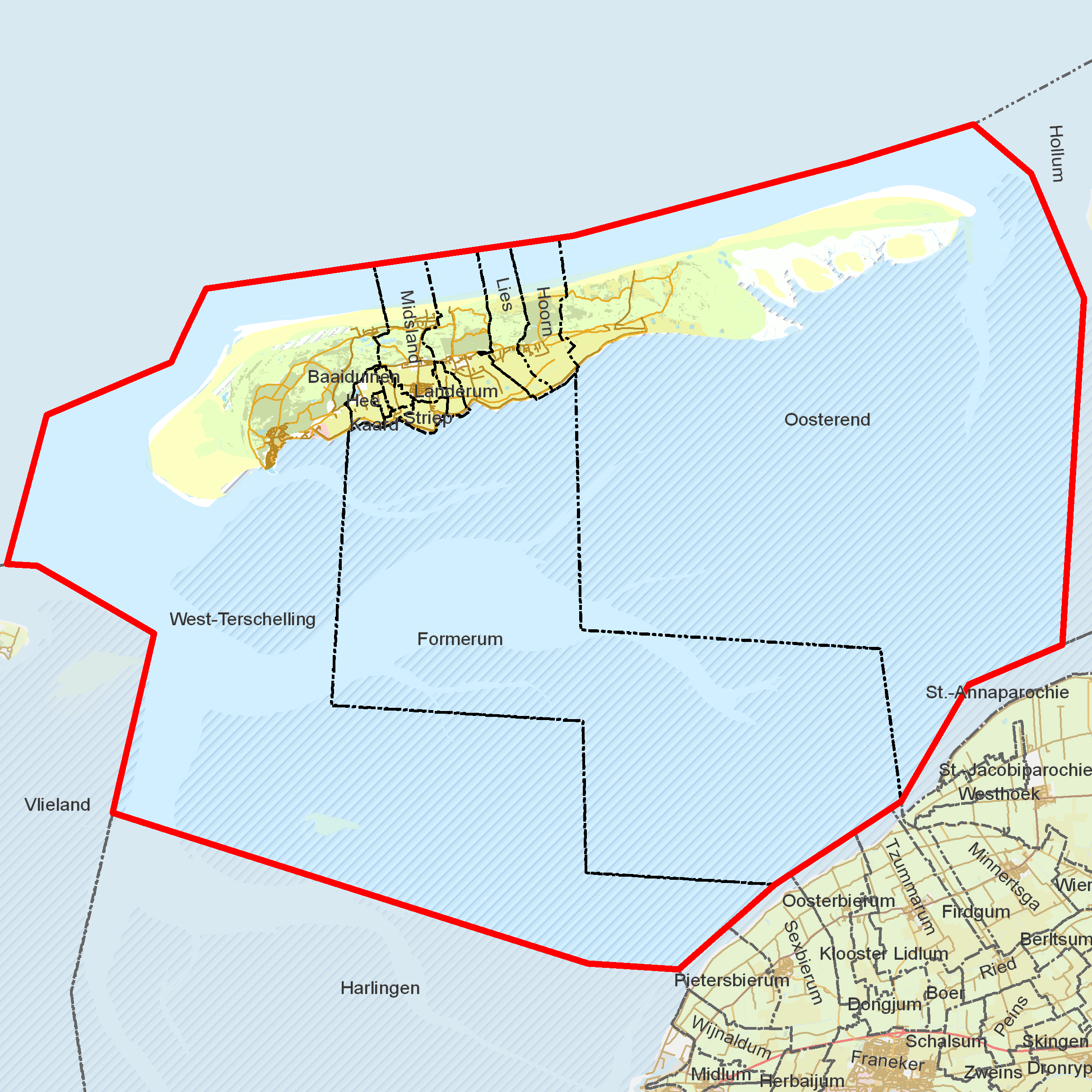
Woonplaatsen in de gemeente Terschelling

- Baaiduinen (2621)
- Formerum (2617)
- Hee (2623)
- Hoorn (2615)
- Kaard (2622)
- Kinnum (2624)
- Landerum (2618)
- Lies (2616)
- Midsland (2619)
- Oosterend (2614)
- Striep (2620)
- West-Terschelling (2625)

## Tietjerksteradeel

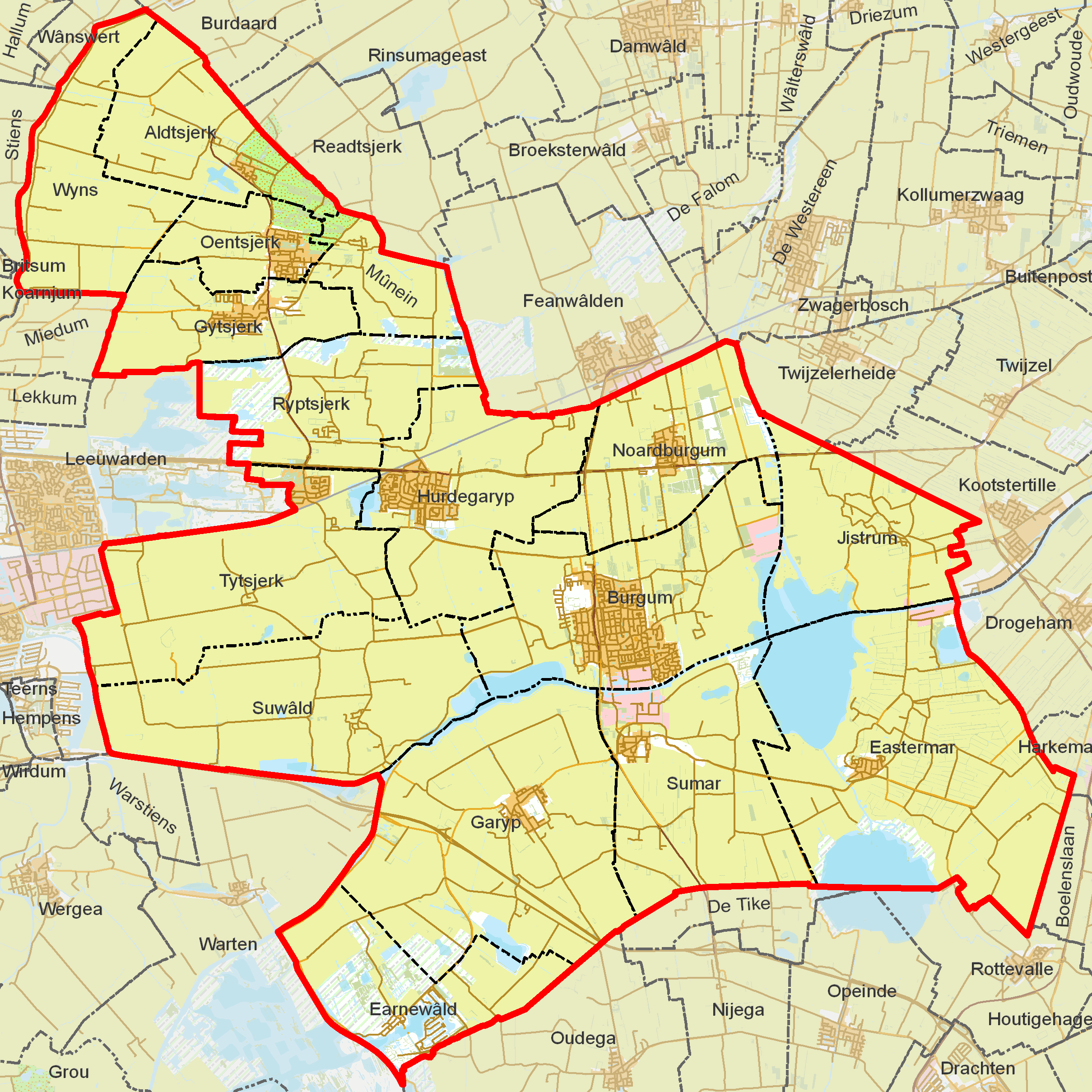
Woonplaatsen in de gemeente Tietjerksteradeel

- Bergum (2451)
- Eernewoude (2456)
- Eestrum (2452)
- Garijp (2455)
- Giekerk (2444)
- Hardegarijp (2449)
- Molenend (2446)
- Noordbergum (2450)
- Oenkerk (2443)
- Oostermeer (2454)
- Oudkerk (2441)
- Rijperkerk (2445)
- Suameer (2453)
- Suawoude (2448)
- Tietjerk (2447)
- Wijns (2442)

## Vlieland

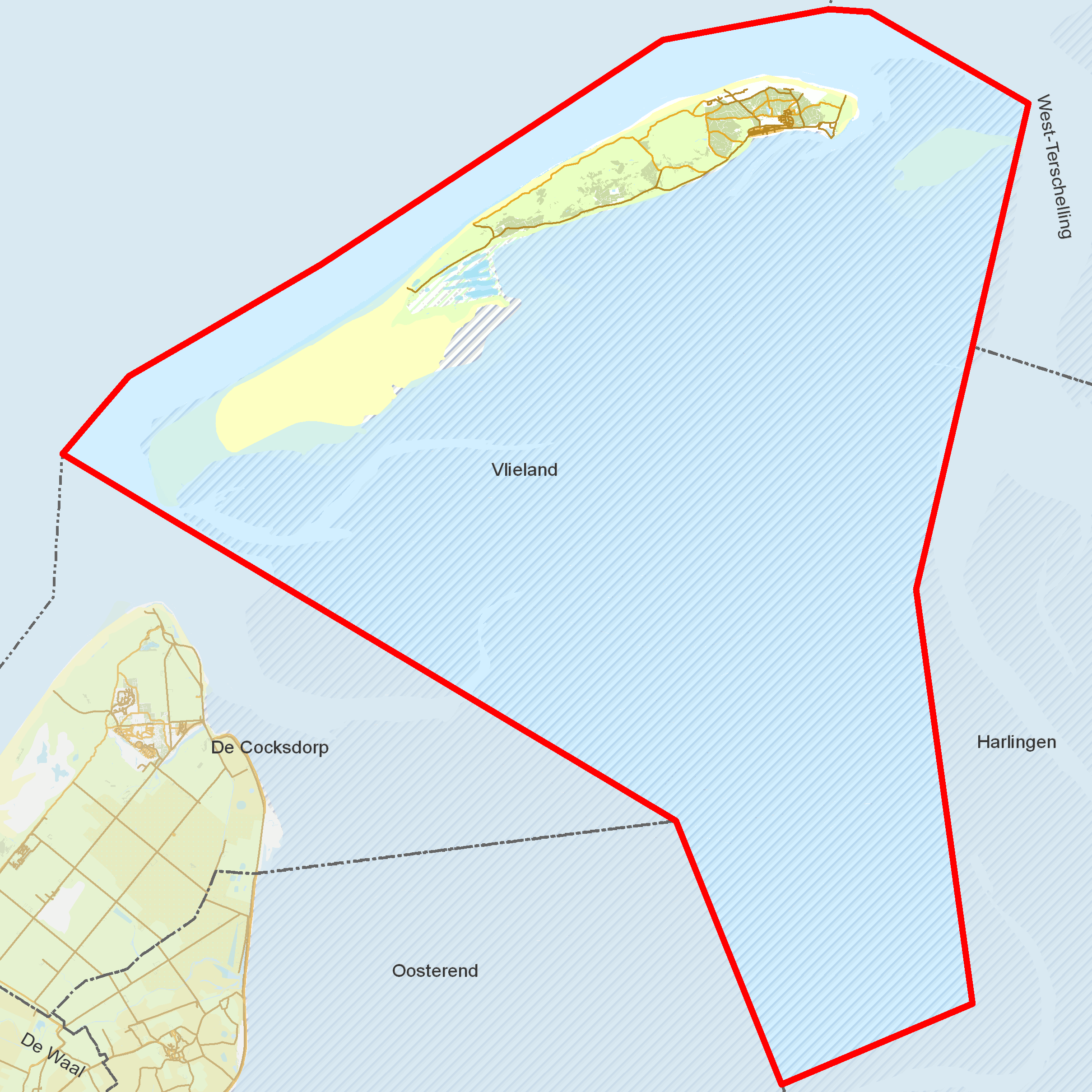
Woonplaatsen in de gemeente Vlieland

- Vlieland (3299)

## Weststellingwerf

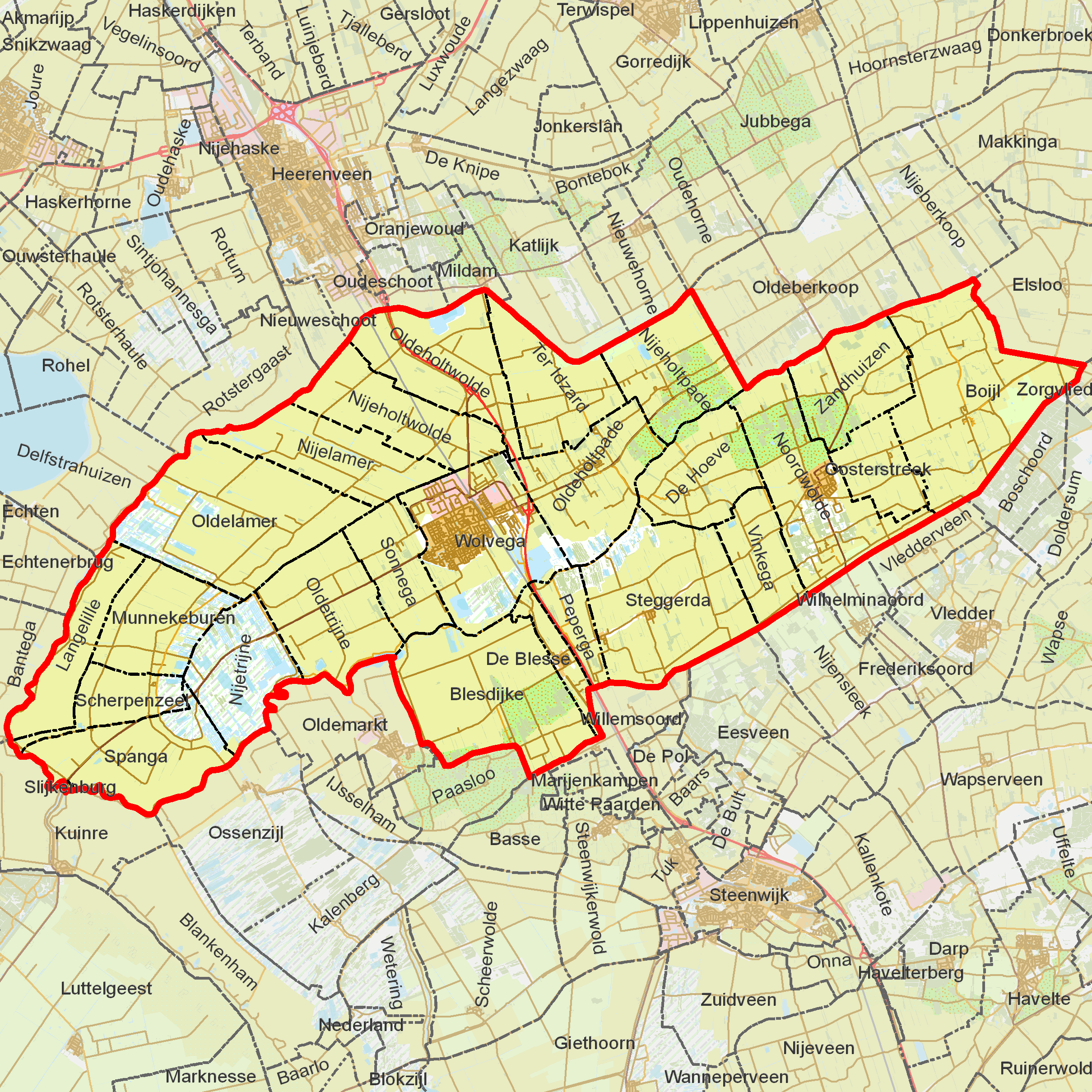
Woonplaatsen in de gemeente Weststellingwerf

- Blesdijke (1720)
- Boijl (1721)
- De Blesse (1722)
- De Hoeve (1723)
- Langelille (1724)
- Munnekeburen (1725)
- Nijeholtpade (1726)
- Nijeholtwolde (1727)
- Nijelamer (1728)
- Nijetrijne (1729)
- Noordwolde (1730)
- Oldeholtpade (1731)
- Oldeholtwolde (1732)
- Oldelamer (1733)
- Oldetrijne (1734)
- Oosterstreek (1735)
- Peperga (1736)
- Scherpenzeel (1737)
- Slijkenburg (1738)
- Sonnega (1739)
- Spanga (1740)
- Steggerda (1741)
- Ter Idzard (1742)
- Vinkega (1743)
- Wolvega (1744)
- Zandhuizen (1745)

## Waadhoeke

### Franekeradeel

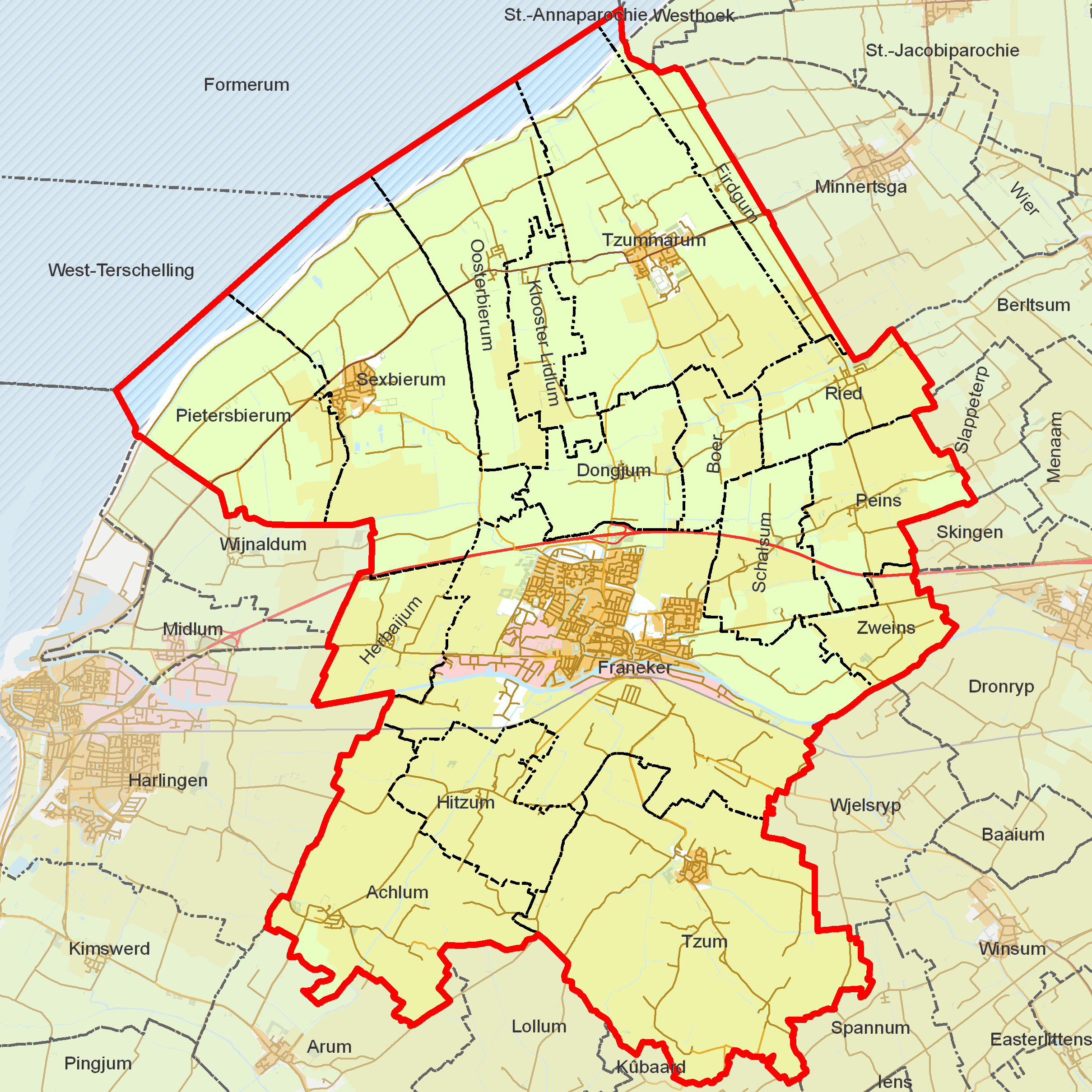
Woonplaatsen in de voormalige gemeente Franekeradeel

- Achlum (1364)
- Boer (1371)
- Dongjum (1372)
- Firdgum (1378)
- Franeker (1366)
- Herbaijum (1365)
- Hitzum (1363)
- Klooster-Lidlum (1376)
- Oosterbierum (1375)
- Peins (1368)
- Pietersbierum (1374)
- Ried (1370)
- Schalsum (1369)
- Sexbierum (1373)
- Tzum (1362)
- Tzummarum (1377)
- Zweins (1367)

### Het Bildt

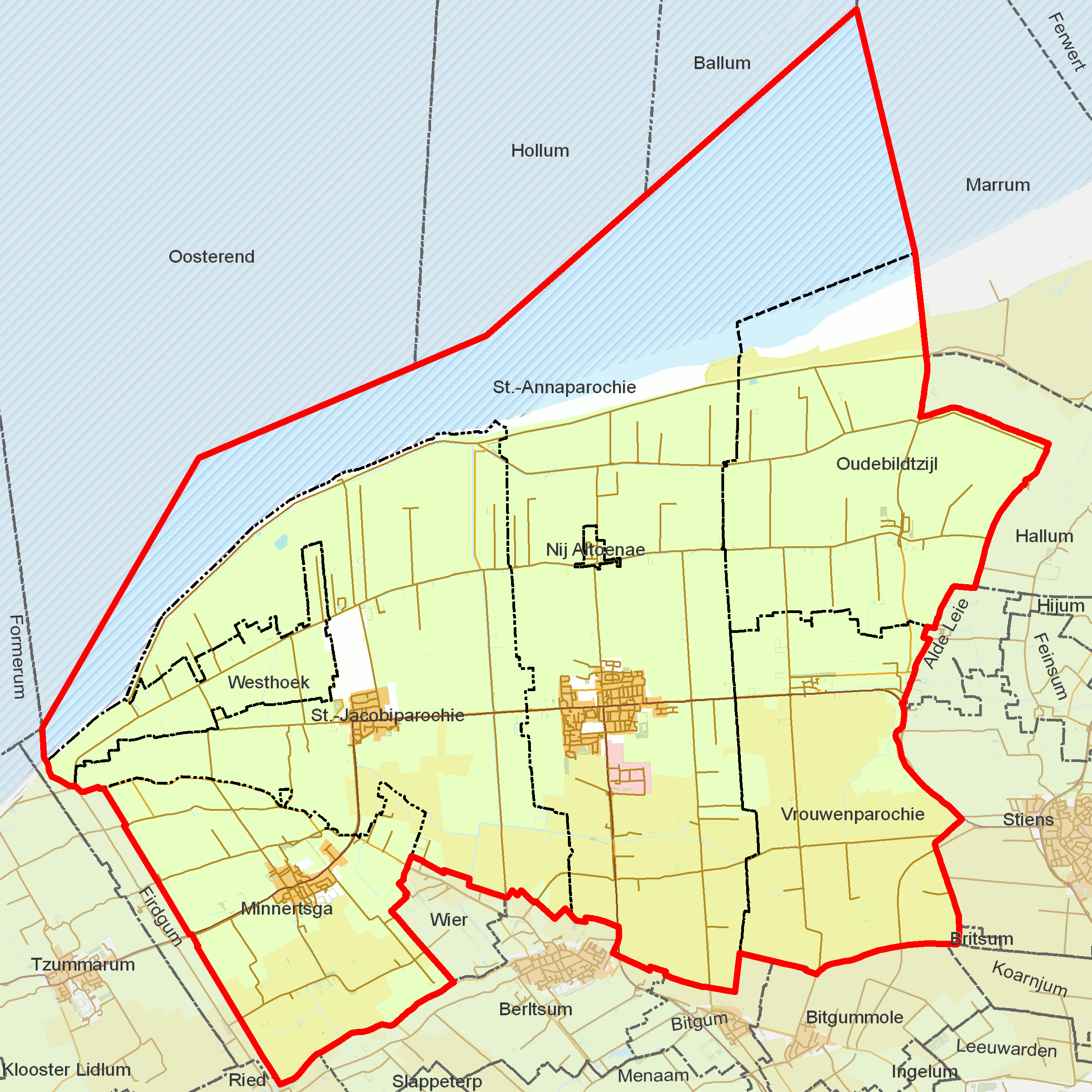
Woonplaatsen in de voormalige gemeente Het Bildt

- Minnertsga (3333)
- Nij Altoenae (3330)
- Oudebildtzijl (3328)
- Sint Annaparochie (3331)
- Sint Jacobiparochie (3332)
- Vrouwenparochie (3334)
- Westhoek (3329)

### Littenseradeel
- Baijum (2008)
- Spannum (2030)
- Welsrijp (2035)
- Winsum (2033)

### Menaldumadeel

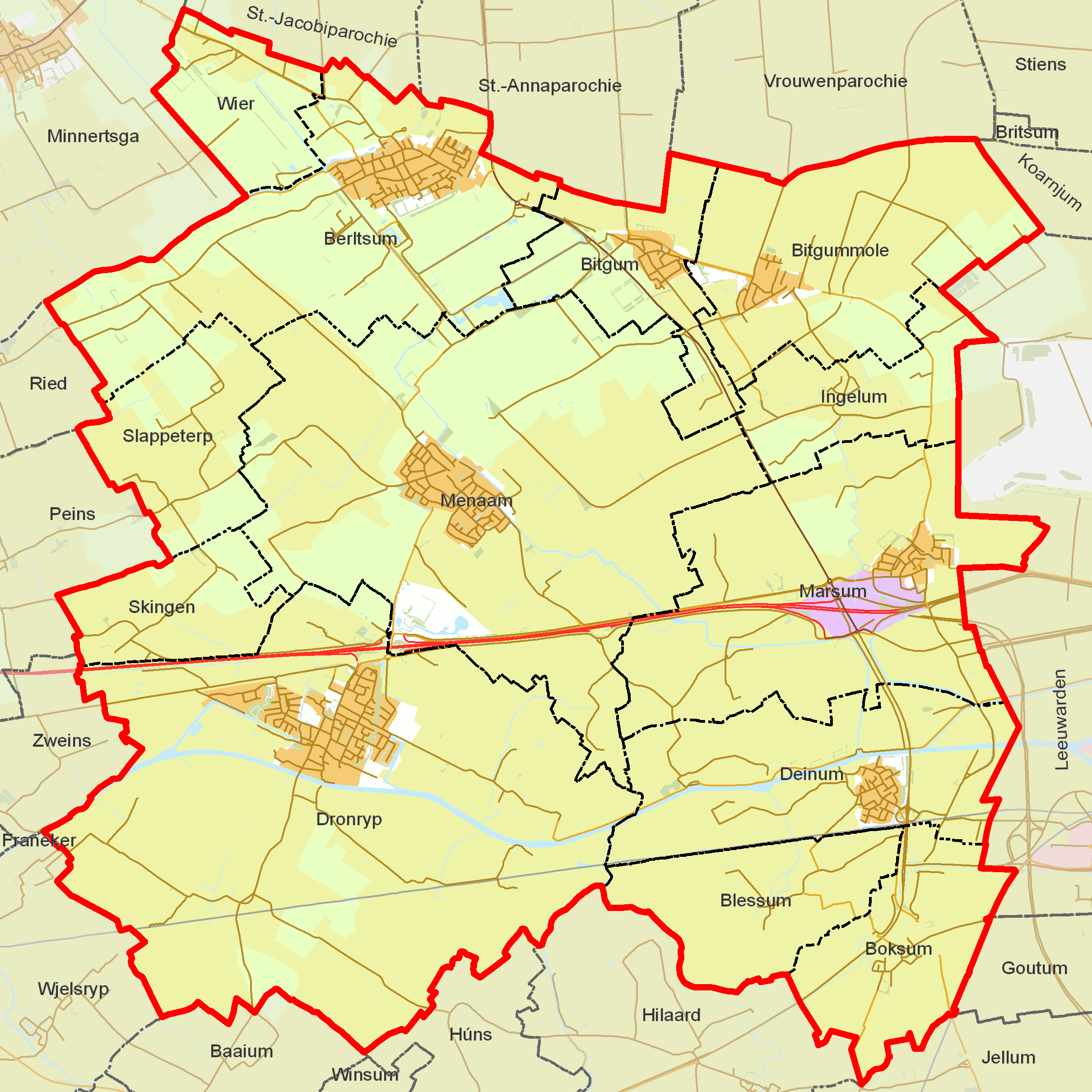
Woonplaatsen in de gemeente Menaldumadeel

- Beetgum (2722)
- Beetgumermolen (2723)
- Berlikum (2724)
- Blessum (2725)
- Boksum (2726)
- Deinum (2727)
- Dronrijp (2729)
- Engelum (2728)
- Marssum (2730)
- Menaldum (2731)
- Schingen (2732)
- Slappeterp (2733)
- Wier (2734)

## Voormalige gemeentes

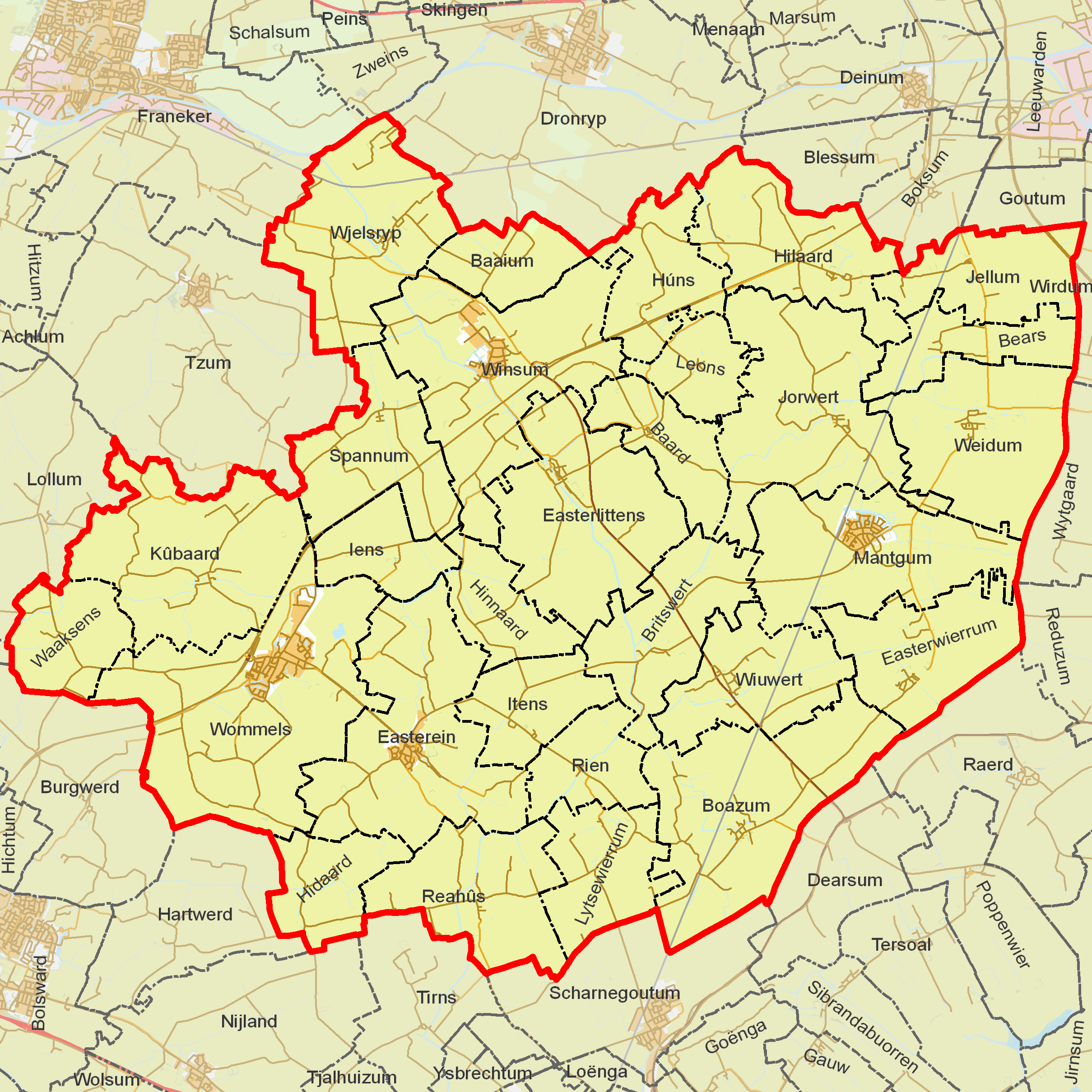
Woonplaatsen in de voormalige gemeente Littenseradeel
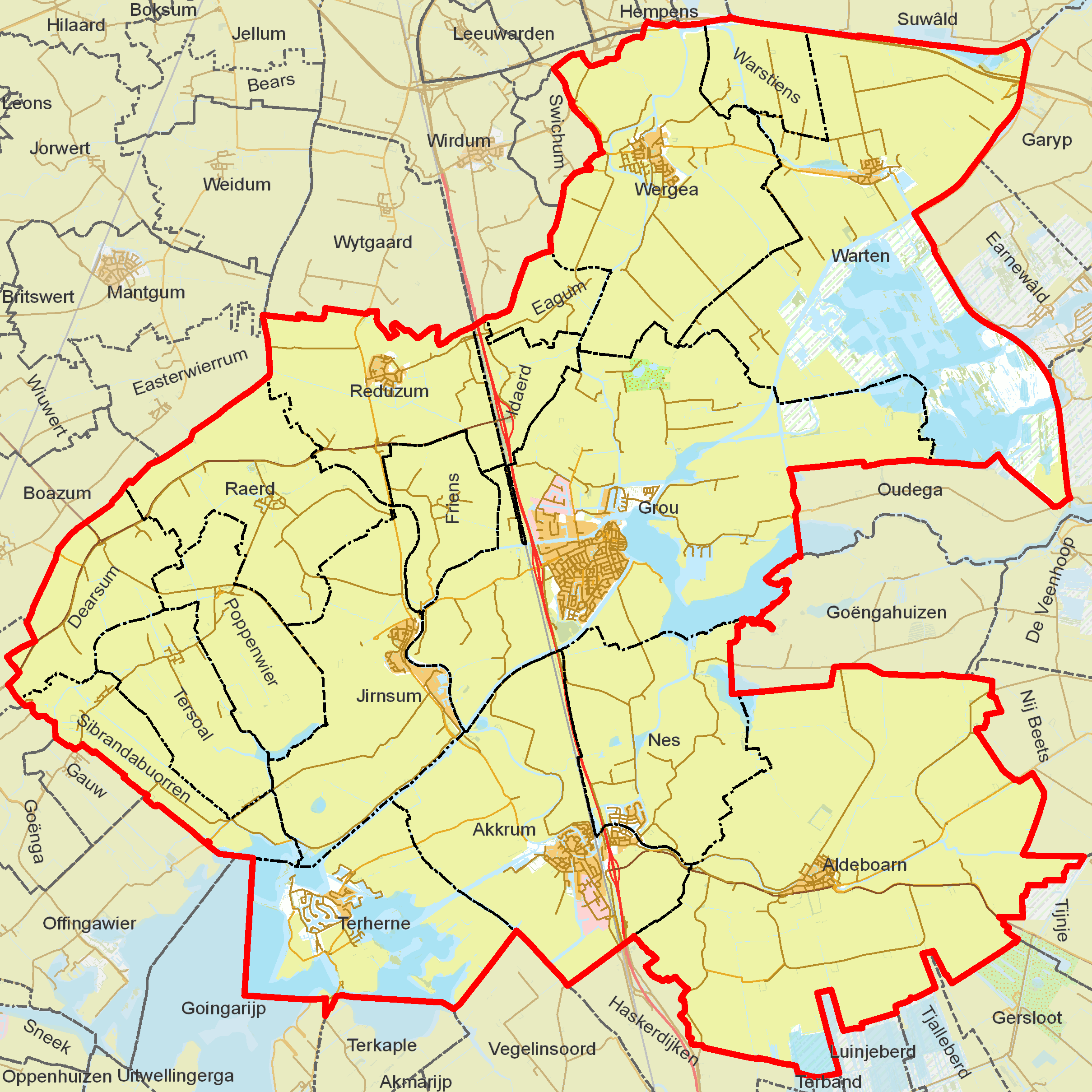
Woonplaatsen in de gemeente Boornsterhem (Boarnsterhim)